# Loi de Fréchet
En théorie des probabilités et en statistique, la loi de Fréchet est un cas particulier de loi d'extremum généralisée au même titre que la loi de Gumbel ou la loi de Weibull.
Le nom de cette loi est dû à Maurice Fréchet, auteur d'un article à ce sujet en 1927. Des travaux ultérieurs ont été réalisés par Ronald Aylmer Fisher et L. H. C. Tippett en 1928 et par Emil Julius Gumbel en 1958.

## Définition
Sa fonction de répartition est donnée par :
{\displaystyle \mathbb {P} (X\leq x)={\begin{cases}\mathrm {e} ^{-x^{-\alpha }}&{\text{ si }}x>0\\0&{\text{ sinon}}\end{cases}}}
où {\displaystyle \alpha >0} est un paramètre de forme. Cette loi peut être généralisée en introduisant un paramètre de position m du minimum et un paramètre d'échelle s>0. La fonction de répartition est alors :
{\displaystyle \mathbb {P} (X\leq x)={\begin{cases}\mathrm {e} ^{-\left({\frac {x-m}{s}}\right)^{-\alpha }}&{\text{ si }}x>m\\0&{\text{ sinon.}}\end{cases}}}

## Propriétés

### Moments
La loi de Fréchet de paramètre {\displaystyle \alpha } a des moments standards :
{\displaystyle \mu _{k}=\int _{0}^{\infty }x^{k}f(x)\mathrm {d} x=\int _{0}^{\infty }t^{-{\frac {k}{\alpha }}}\mathrm {e} ^{-t}\mathrm {d} t},
(avec {\displaystyle t=x^{-\alpha }}) définis pour {\displaystyle k<\alpha } :
{\displaystyle \mu _{k}=\Gamma \left(1-{\frac {k}{\alpha }}\right)}
où {\displaystyle \Gamma (z)} est la fonction Gamma.
En particulier :
- Pour {\displaystyle \alpha >1} l'espérance est {\displaystyle \mathbb {E} [X]=\Gamma (1-{\tfrac {1}{\alpha }})}
- Pour {\displaystyle \alpha >2} la variance est {\textstyle {\text{Var}}(X)=\Gamma (1-{\frac {2}{\alpha }})-\left(\Gamma (1-{\frac {1}{\alpha }})\right)^{2}}.

### Quantiles
Le quantile {\displaystyle q_{y}} d'ordre {\displaystyle y} peut être exprimé grâce à l'inverse de la fonction de répartition :
{\displaystyle q_{y}=F^{-1}(y)=(-\ln y)^{-{\frac {1}{\alpha }}}}.
En particulier la médiane est :
{\displaystyle q_{1/2}=(\ln 2)^{-{\frac {1}{\alpha }}}}.
Le mode de la loi de Fréchet est {\displaystyle \left({\frac {\alpha }{\alpha +1}}\right)^{\frac {1}{\alpha }}}.
Pour la loi de Fréchet à trois paramètres, le premier quartile est {\textstyle q_{1}=m+{\frac {s}{\sqrt[{\alpha }]{\ln(4)}}}} et le troisième quartile est {\textstyle q_{3}=m+{\frac {s}{\sqrt[{\alpha }]{\ln \left({\frac {4}{3}}\right)}}}}.

### Asymétrie et kurtosis
L'asymétrie de la loi de Fréchet est :
{\displaystyle {\begin{cases}\ {\frac {\Gamma \left(1-{\frac {3}{\alpha }}\right)-3\Gamma \left(1-{\frac {2}{\alpha }}\right)\Gamma \left(1-{\frac {1}{\alpha }}\right)+2\Gamma ^{3}\left(1-{\frac {1}{\alpha }}\right)}{\sqrt {\left(\Gamma \left(1-{\frac {2}{\alpha }}\right)-\Gamma ^{2}\left(1-{\frac {1}{\alpha }}\right)\right)^{3}}}}&{\text{pour }}\alpha >3\\\ \infty &{\text{sinon}}\end{cases}}}
le kurtosis est :
{\displaystyle {\begin{cases}\ -6+{\frac {\Gamma \left(1-{\frac {4}{\alpha }}\right)-4\Gamma \left(1-{\frac {3}{\alpha }}\right)\Gamma \left(1-{\frac {1}{\alpha }}\right)+3\Gamma ^{2}\left(1-{\frac {2}{\alpha }}\right)}{\left[\Gamma \left(1-{\frac {2}{\alpha }}\right)-\Gamma ^{2}\left(1-{\frac {1}{\alpha }}\right)\right]^{2}}}&{\text{pour }}\alpha >4\\\ \infty &{\text{sinon}}\end{cases}}}

## Applications

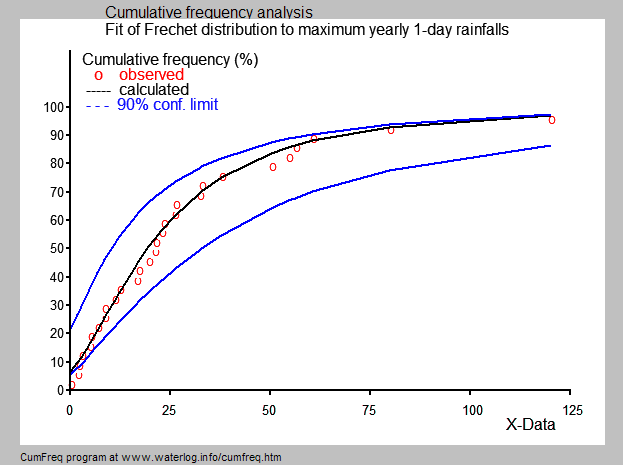
Loi de Fréchet utilisée pour modéliser des précipitations extrêmes.

En hydrologie, la loi de Fréchet s'utilise pour des évènements extrêmes tels que le maximum annuel des précipitations journalières ou le débit des rivières. La figure bleue illustre un exemple applicable de loi de Fréchet du maximum annuel des précipitations journalières en Oman, montrant également la bande de confiance de 90 % basée sur la loi binomiale.

## Liens avec d'autres lois
- Si {\displaystyle X\sim U(0,1)\,} (loi uniforme continue) alors {\displaystyle m+s(-\log(X))^{-1/\alpha }\sim {\textrm {Frechet}}(\alpha ,s,m)\,}
- Si {\displaystyle X\sim {\textrm {Frechet}}(\alpha ,s,m)\,} alors {\displaystyle kX+b\sim {\textrm {Frechet}}(\alpha ,ks,km+b)\,}
- Si {\displaystyle X_{i}={\textrm {Frechet}}(\alpha ,s,m)\,} et {\displaystyle Y=\max\{\,X_{1},\ldots ,X_{n}\,\}\,} alors {\displaystyle Y\sim {\textrm {Frechet}}(\alpha ,n^{\tfrac {1}{\alpha }}s,m)\,}
- Si {\displaystyle X\sim {\textrm {Weibull}}(k=\alpha ,\lambda =m)\,} (loi de Weibull) alors {\displaystyle {\tfrac {m^{2}}{X}}\sim {\textrm {Frechet}}(\alpha ,s,m)\,}